# Điều lệ Đảng Cộng sản Việt Nam
Điều lệ Đảng Cộng sản Việt Nam  là văn bản pháp lý cơ bản của Đảng Cộng sản Việt Nam, xác định tôn chỉ, mục đích, hệ tư tưởng, các nguyên tắc về tổ chức, hoạt động, cơ cấu bộ máy của Đảng Cộng sản Việt Nam; quy định trách nhiệm, nghĩa vụ, quyền hạn của đảng viên và của tổ chức đảng các cấp.
Điều lệ Đảng do Đại hội đại biểu toàn quốc của Đảng Cộng sản Việt Nam thông qua và ban hành. Mọi tổ chức đảng và đảng viên đều phải chấp hành Điều lệ Đảng.

## Mục đích
Điều lệ Đảng Cộng sản Việt Nam được xây dựng nhằm mục đích:
- Thống nhất tư tưởng, tổ chức và hành động trong toàn Đảng Cộng sản Việt Nam;
- Nhằm thực hiện mục tiêu của Đảng Cộng sản Việt Nam.

## Các chương
Điều lệ hiện nay của Đảng Cộng sản Việt Nam được thông qua tại Đại hội Đại biểu toàn quốc Đảng Cộng sản Việt Nam lần thứ XI (1/2011) bao gồm các chương sau:
- Chương I: Đảng viên (Điều 1 - Điều 8)
- Chương II: Nguyên tắc tổ chức và cơ cấu tổ chức của Đảng (Điều 9 - Điều 14)
- Chương III: Cơ quan lãnh đạo của Đảng ở cấp Trung ương (Điều 15 - Điều 17)
- Chương IV: Cơ quan lãnh đạo của Đảng ở các cấp địa phương (Điều 18 - Điều 20)
- Chương V: Tổ chức cơ sở Đảng (Điều 21 - Điều 24)
- Chương VI: Tổ chức Đảng trong Quân đội Nhân dân Việt Nam và Công an Nhân dân Việt Nam (Điều 25 - Điều 29)
- Chương VII: Công tác kiểm tra, giám sát của Đảng và Ủy ban kiểm tra các cấp (Điều 30 - Điều 33)
- Chương VIII: Khen thưởng và kỷ luật (Điều 34 - Điều 40)
- Chương IX: Đảng lãnh đạo Nhà nước, Mặt trận Tổ quốc và đoàn thể chính trị - xã hội (Điều 41 - Điều 43)
- Chương X: Đảng lãnh đạo Đoàn Thanh niên Cộng sản Hồ Chí Minh (Điều 44 - Điều 45)
- Chương XI: Tài chính của Đảng (Điều 46)
- Chương XII: Chấp hành Điều lệ Đảng (Điều 47 - Điều 48)

## Những lần sửa đổi
Điều lệ Đảng đã được sửa đổi 12 lần tính tới hiện nay. Điều lệ do Đại hội Đảng toàn quốc thông qua và ban hành nên để phù hợp với bối cảnh mới khi tổ chức Đại hội Đảng các tổ soạn thảo thường đề xuất ý kiến để Đại hội thảo luận sửa đổi, bổ sung một số vấn đề trong điều lệ.
Điều lệ đầu tiên được thông qua tại Hội nghị thành lập Đảng ngày 3/2/1930 với tên gọi Điều lệ vắn tắt. Với văn bản ban đầu chỉ gói gọn trong 9 điều.

### Hội nghị thành lập Đảng
Hội nghị thành lập Đảng thông qua Điều lệ vắn tắt ngày 3/2/1930, gồm 9 điều. Đây là văn bản đầu tiên quy định tổ chức, cơ sở... của Đảng Cộng sản Việt Nam.

### Đại hội lần thứ nhất Đảng Cộng sản Đông Dương
Đại hội lần thứ nhất của Đảng Cộng sản Đông Dương ngày 29/3/1935 thông qua Điều lệ Đảng Cộng sản Đông Dương gồm 59 điều 8 chương. Điều lệ sửa đổi bổ sung tôn chỉ hành động của Đảng từ "tranh đấu để tiêu trừ tư bản đế quốc chủ nghĩa" thành "làm cách mạng phản đế và điền địa". Bổ sung độ tuổi vào Đảng từ 23 tuổi trở lên; bổ sung quy định tước đảng tịch. Bổ sung sửa đổi tổ chức Đảng các cấp, quy định nhiệm vụ Thanh niên Cộng sản Đoàn với Đảng.

### Đại hội lần thứ 2 Đảng Lao động Việt Nam
Đại hội lần thứ 2 Đảng Lao động Việt Nam, gồm 71 điều 13 chương. Sửa đổi tôn chỉ và mục đích của Đảng thành "đánh đuổi đế quốc xâm lược, xoá bỏ các di tích phong kiến và nửa phong kiến, thực hiện người cày có ruộng, phát triển kinh tế, chính trị, vǎn hoá dân chủ nhân dân". Đưa chủ nghĩa Mác-Engels-Lênin-Stalin và tư tưởng Mao Trạch Đông làm kim chỉ nam hành động. Sửa đổi độ tuổi vào Đảng là từ 18 tuổi trở lên; Bổ sung nguyên tắc dân chủ tập trung trong Đảng; sửa đổi bổ sung tổ chức của Đảng gồm Đại hội Đảng toàn quốc-Trung ương Đảng, xứ ủy-khu ủy-liên khu ủy, tỉnh ủy-thành ủy, huyện uỷ-quận uỷ-thị uỷ, chi ủy. Quy định về nhiệm vụ của các cơ quan của Đảng. Bỏ quy định đoàn thanh niên cộng sản ra khỏi điều lệ.

### Đại hội lần thứ 3 Đảng Lao động Việt Nam
Đại hội lần thứ 3 Đảng Lao động Việt Nam, gồm 62 điều 12 chương. Sửa đổi mục đích của Đảng thành "hoàn thành cách mạng dân tộc dân chủ nhân dân, thực hiện chủ nghĩa xã hội và chủ nghĩa cộng sản ở Việt Nam". Sửa đổi chủ nghĩa Mác-Lênin làm nền tảng tư tưởng và kim chỉ nam hành động của Đảng. Bổ sung nhiệm vụ đảng viên "thực hành tiết kiệm, tích cực đấu tranh chống lãng phí, tham ô". Bổ sung quy định chi tiết nguyên tắc tập trung dân chủ trong Đảng. Sửa đổi tổ chức của Đảng, quy định nhiệm kỳ của Ban chấp hành Trung ương là 4 năm. Đưa Đoàn thanh niên vào Điều lệ.

### Đại hội lần thứ 4 Đảng Cộng sản Việt Nam
Đại hội lần thứ 4 Đảng Cộng sản Việt Nam, gồm 59 điều 11 chương. Điều lệ đã rút gọn 10 nhiệm vụ của đảng viên thành 5 nhiệm vụ, đặt lại chức vụ Tổng Bí thư thay chức Bí thư thứ nhất, quy định nhiệm kỳ của Ban Chấp hành Trung ương là 5 năm.

### Đại hội lần thứ 5 Đảng Cộng sản Việt Nam
Đại hội lần thứ 5 Đảng Cộng sản Việt Nam, gồm 59 điều 11 chương. Sửa đổi điều 12 quy định chi tiết hơn về vai trò lãnh đạo của Đảng trong quân đội.

### Đại hội lần thứ 6 Đảng Cộng sản Việt Nam
Đại hội lần thứ 6 Đảng Cộng sản Việt Nam, gồm 61 điều 12 chương. Sửa đổi về điều kiện và tiêu chuẩn đảng viên bổ sung thêm tiêu chuẩn trở thành đảng viên và nhiệm vụ của đảng viên (điều 1, điều 2). Sửa đổi thời gian dự bị áp dụng cho mọi tầng lớp là 12 tháng (điều 5). Bổ sung thêm chương "Tổ chức sự lãnh đạo của Đảng trong các lực lượng vũ trang nhân dân". Sửa đổi một số điều về nguyên tắc hoạt động của Ủy ban Kiểm tra Trung ương.

### Đại hội lần thứ 7 Đảng Cộng sản Việt Nam
Đại hội lần thứ 7 Đảng Cộng sản Việt Nam, gồm 48 điều 12 chương. Sửa đổi một số điều về nhiệm vụ đảng viên, về thời gian dự bị, một số vấn đề về tổ chức và nhiệm kỳ của cấp ủy.